# Ligne Sasebo
La ligne Sasebo (佐世保線, Sasebo-sen) est une ligne ferroviaire du nord-ouest de l'île de Kyūshū au Japon. Elle relie la gare de Kōhoku dans la préfecture de Saga à la gare de Sasebo dans la préfecture de Nagasaki. La ligne est exploitée par la compagnie JR Kyushu.

## Histoire
La section entre Hizen-Yamaguchi et Takeo Onsen est ouverte par les chemins de fer de Kyūshū (九州鉄道, Kyūshū Tetsudō) en 1895. Elle fait alors partie de la ligne principale Nagasaki. La ligne est ensuite prolongée à Haiki en 1897 et à Sasebo en 1898.
En 1934, un tronçon plus direct de la ligne principale Nagasaki est ouvert. La ligne prend alors son nom actuel.

## Caractéristiques

### Ligne
- Longueur : 48,8 km
- Ecartement : 1 067 mm
- Alimentation : 20 000 V-60 Hz par caténaire

### Liste des gares

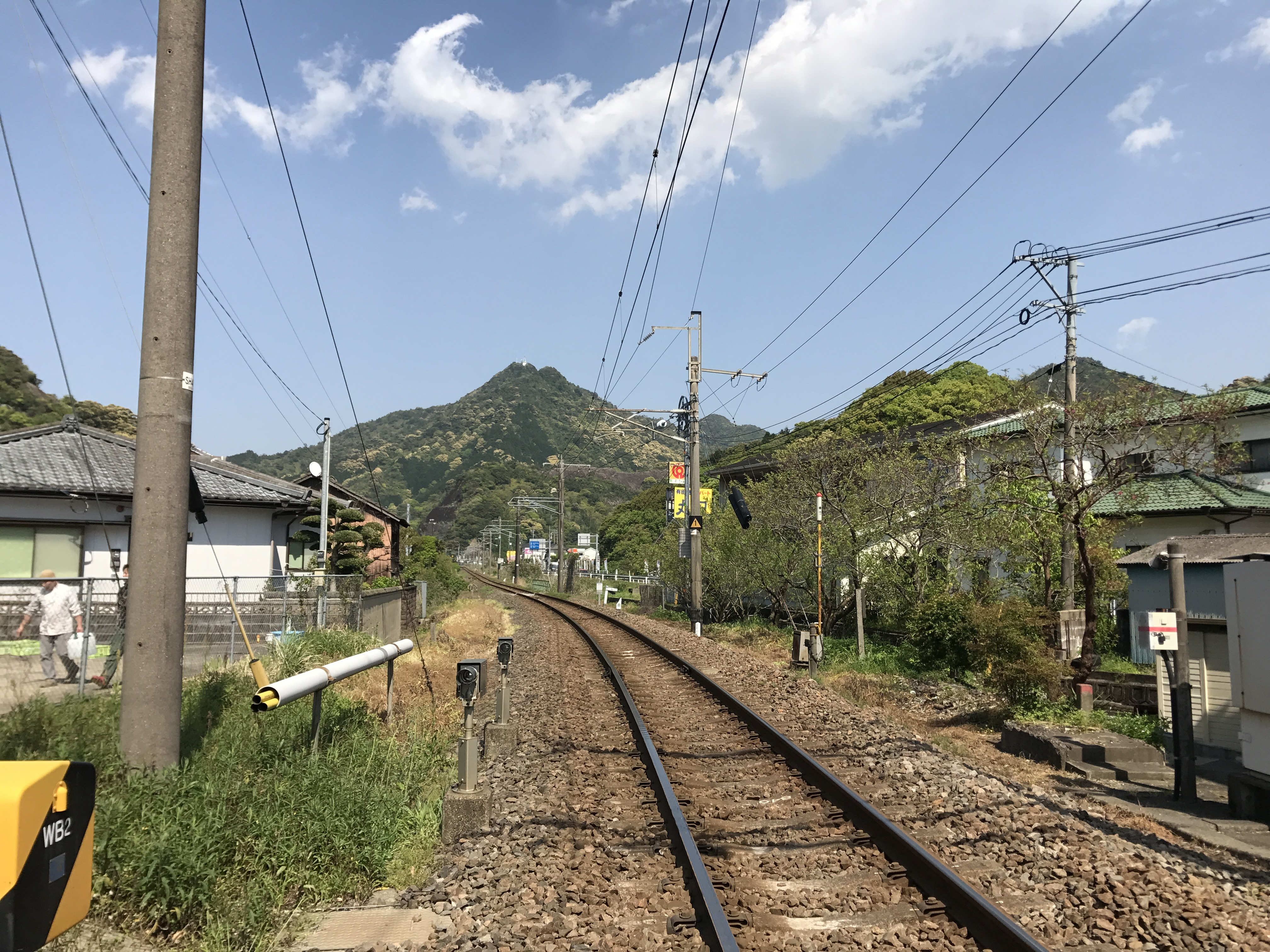
La ligne à Arita

| Gare        | Nom japonais | Distance depuis Kōhoku (km) | Correspondances                       | Localisation | Localisation           |
| ----------- | ------------ | --------------------------- | ------------------------------------- | ------------ | ---------------------- |
| Kōhoku      | 江北         | 0                           | JR Kyushu : Nagasaki (interconnexion) | Kōhoku       | Préfecture de Saga     |
| Ōmachi (ja) | 大町         | 5,1                         |                                       | Ōmachi       | Préfecture de Saga     |
| Kitagata    | 北方         | 7,4                         |                                       | Takeo        | Préfecture de Saga     |
| Takahashi   | 高橋         | 11,4                        |                                       | Takeo        | Préfecture de Saga     |
| Takeo-Onsen | 武雄温泉     | 13,7                        | JR Kyushu : Nishi Kyūshū Shinkansen   | Takeo        | Préfecture de Saga     |
| Nagao       | 永尾         | 18,3                        |                                       | Takeo        | Préfecture de Saga     |
| Mimasaka    | 三間坂       | 21,5                        |                                       | Takeo        | Préfecture de Saga     |
| Kami-Arita  | 上有田       | 25,7                        |                                       | Arita        | Préfecture de Saga     |
| Arita       | 有田         | 28,2                        | Matsuura Railway : Nishi-Kyūshū       | Arita        | Préfecture de Saga     |
| Mikawachi   | 三河内       | 35,7                        |                                       | Sasebo       | Préfecture de Nagasaki |
| Haiki       | 早岐         | 39.9                        | JR Kyushu : Ōmura (interconnexion)    | Sasebo       | Préfecture de Nagasaki |
| Daitō       | 大塔         | 42,6                        |                                       | Sasebo       | Préfecture de Nagasaki |
| Hiu         | 日宇         | 45,5                        |                                       | Sasebo       | Préfecture de Nagasaki |
| Sasebo      | 佐世保       | 48,8                        | Matsuura Railway : Nishi-Kyūshū       | Sasebo       | Préfecture de Nagasaki |

## Matériel roulant

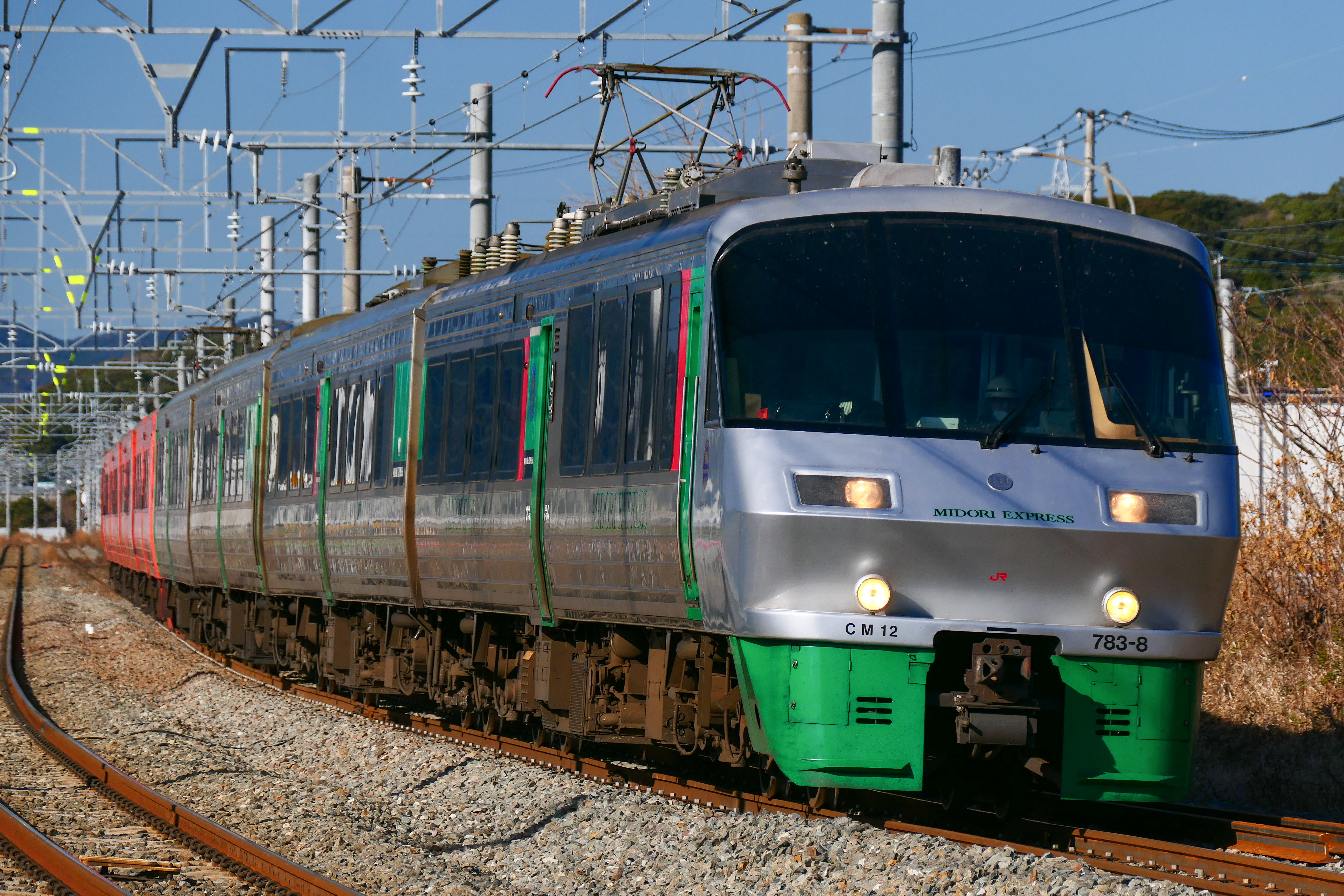
Série 783 (Services Midori et Huis ten Bosch)
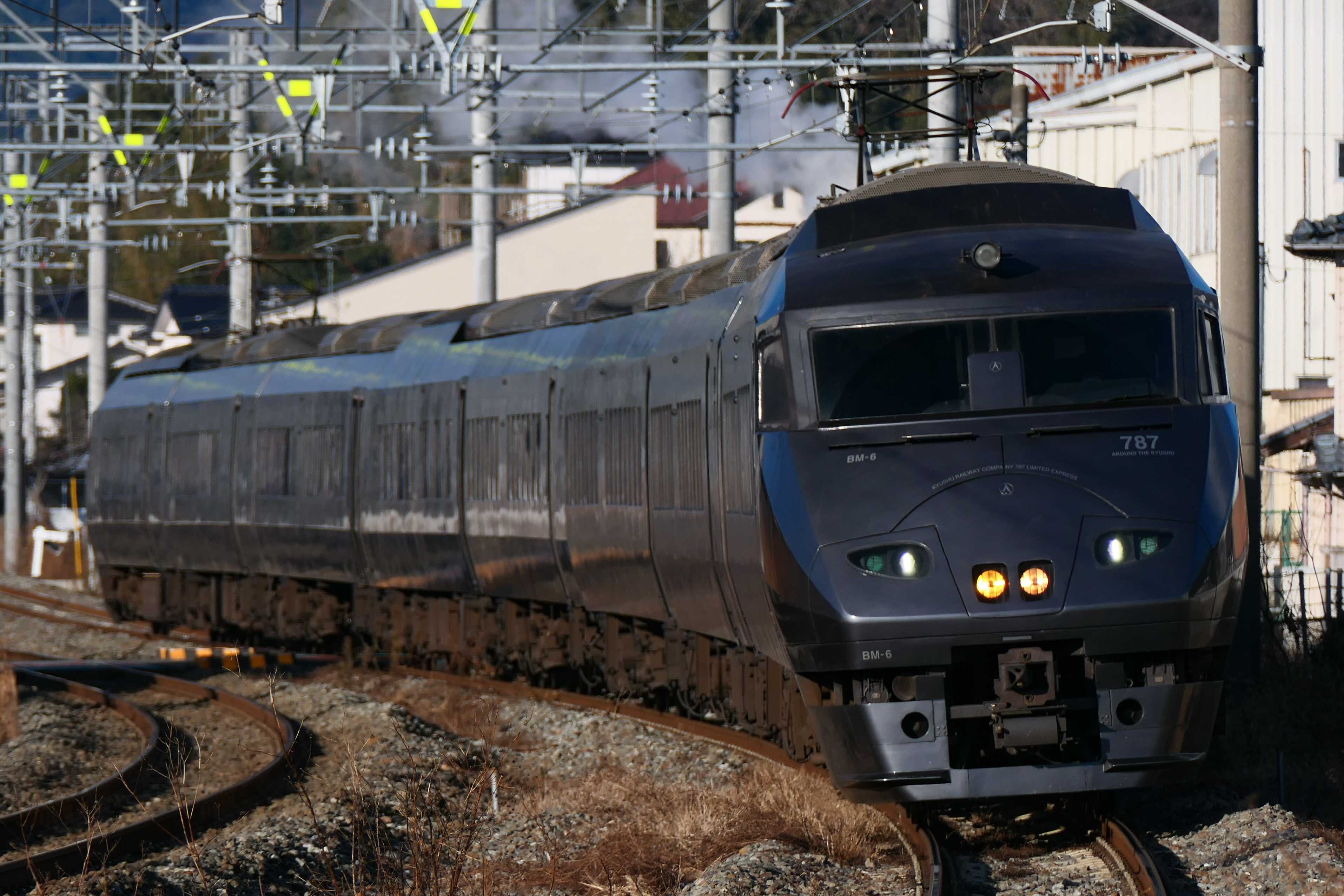
Série 787 (Services Relay Tsubame)
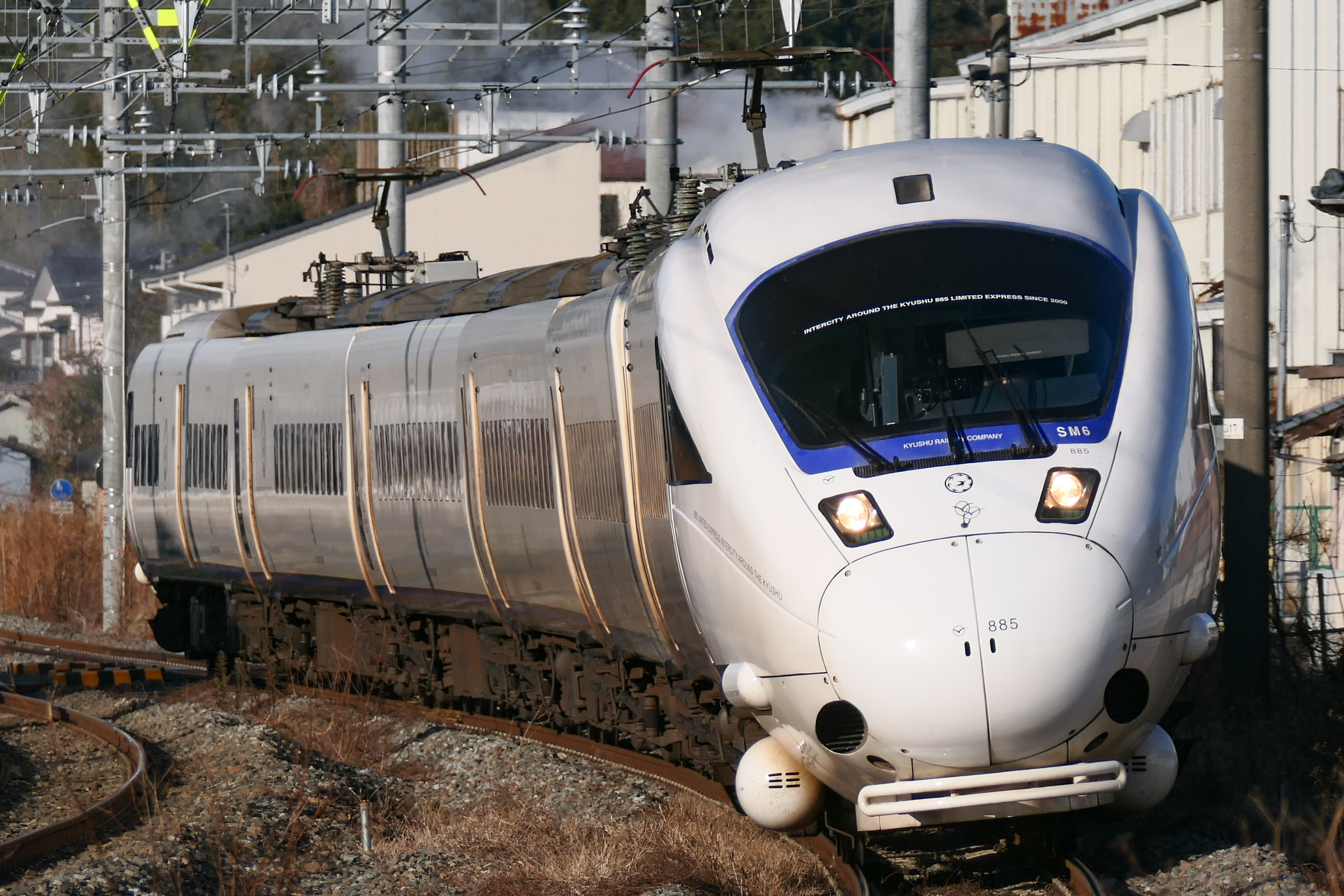
Série 885 (Services Relay Tsubame et Midori)
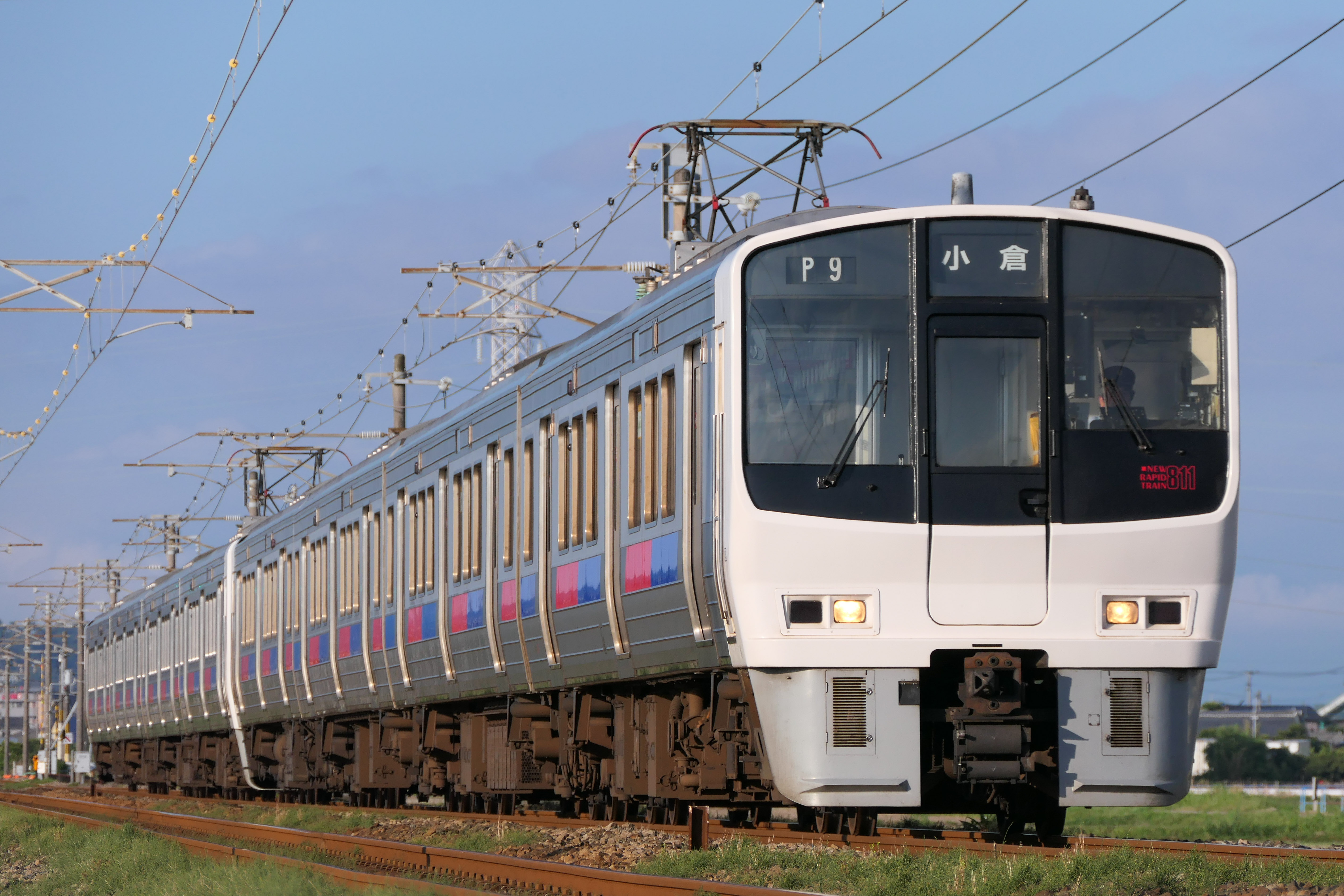
Série 811
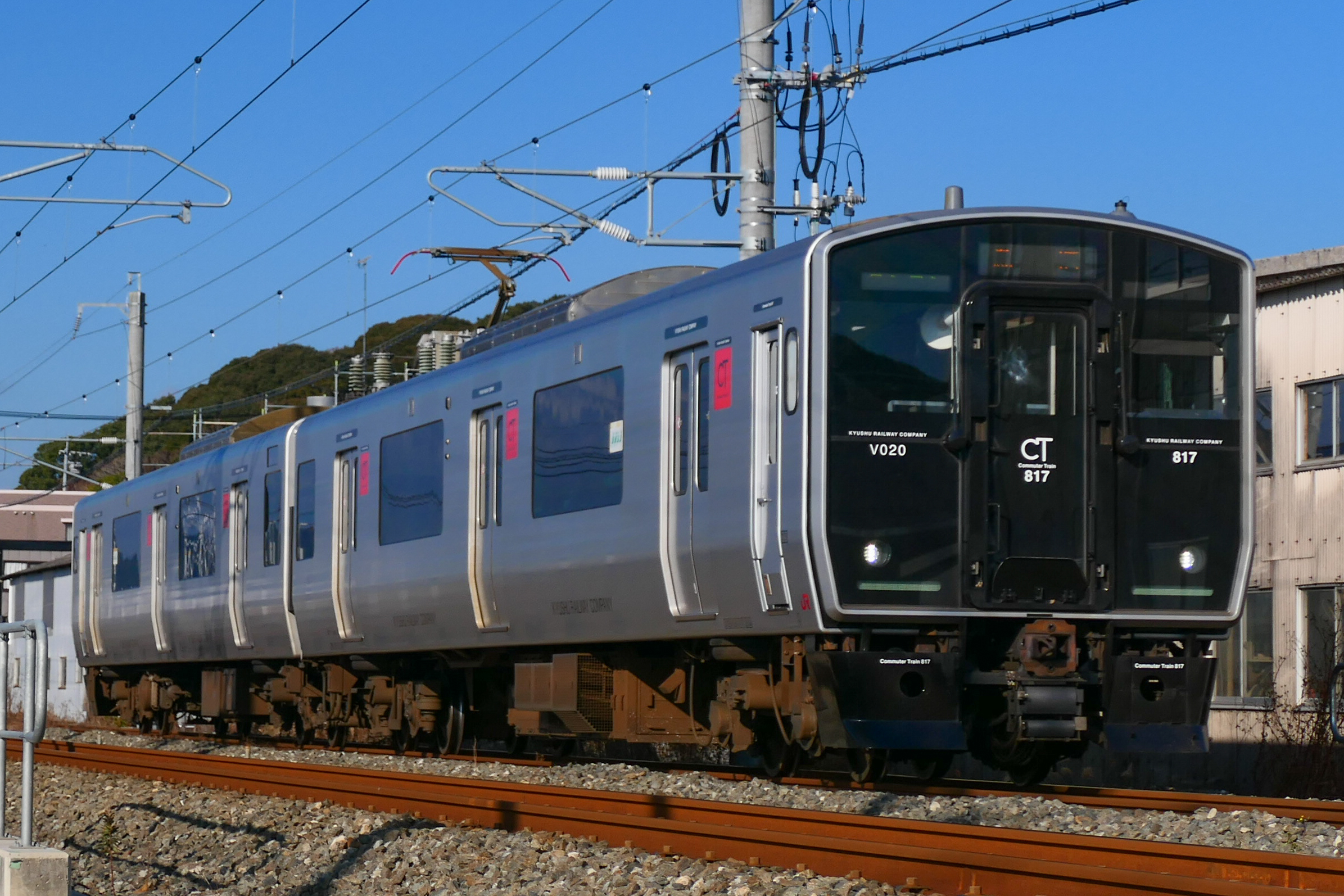
Série 817
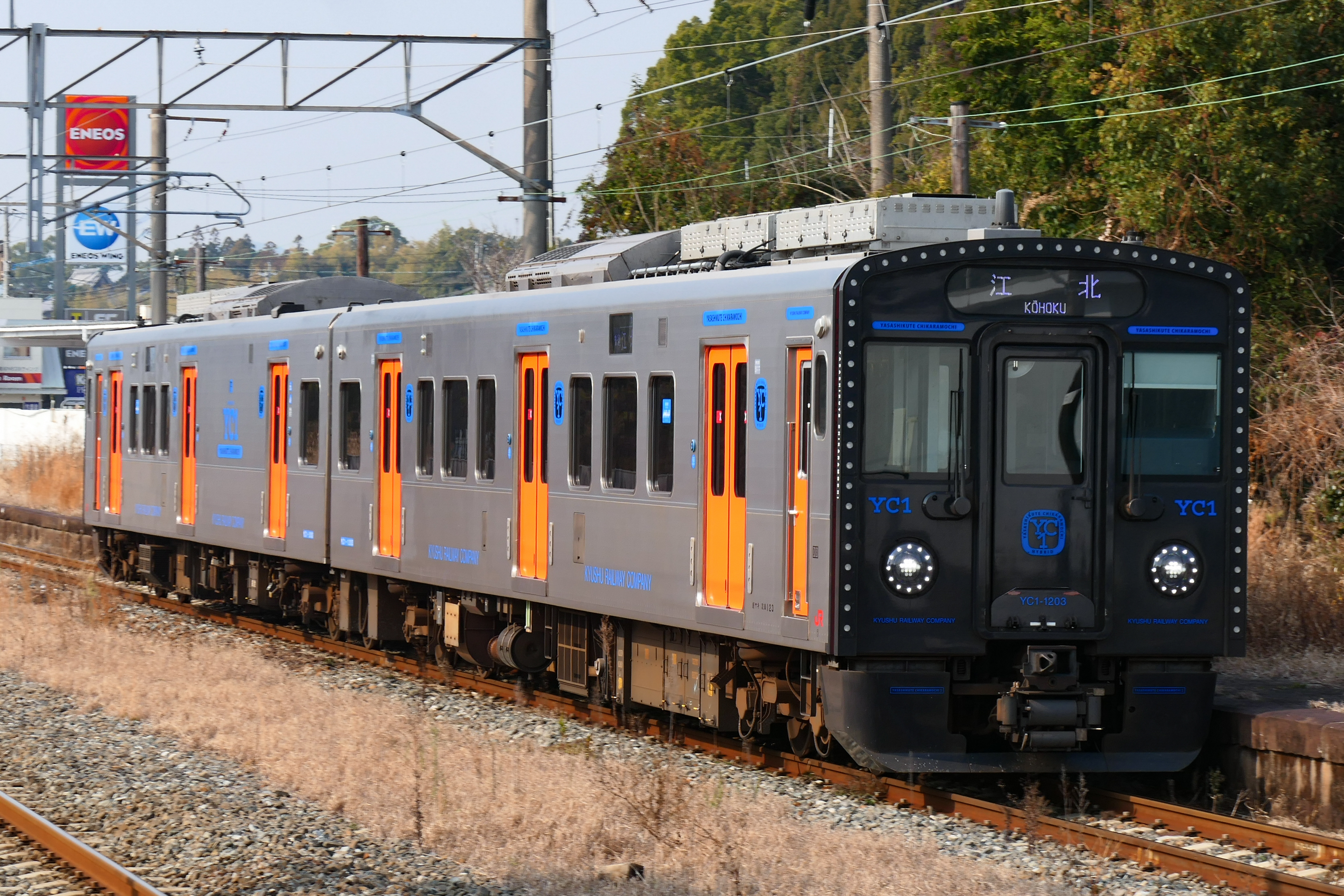
Série YC1